# Cryncus duplicatus
Cryncus duplicatus är en insektsart som beskrevs av Otte, D. 1985. Cryncus duplicatus ingår i släktet Cryncus och familjen syrsor. Inga underarter finns listade i Catalogue of Life.